# فيرخ-تولا (نوفوسيبيرسك)
فيرك-تولا (بالروسية: Верх-Тула) هي مدينة في مقاطعة نوفوسيبيرسك أوبلاست في روسيا.
يبلغ عدد سكانها حوالي 5571 نسمة.